# Le congrès des rois

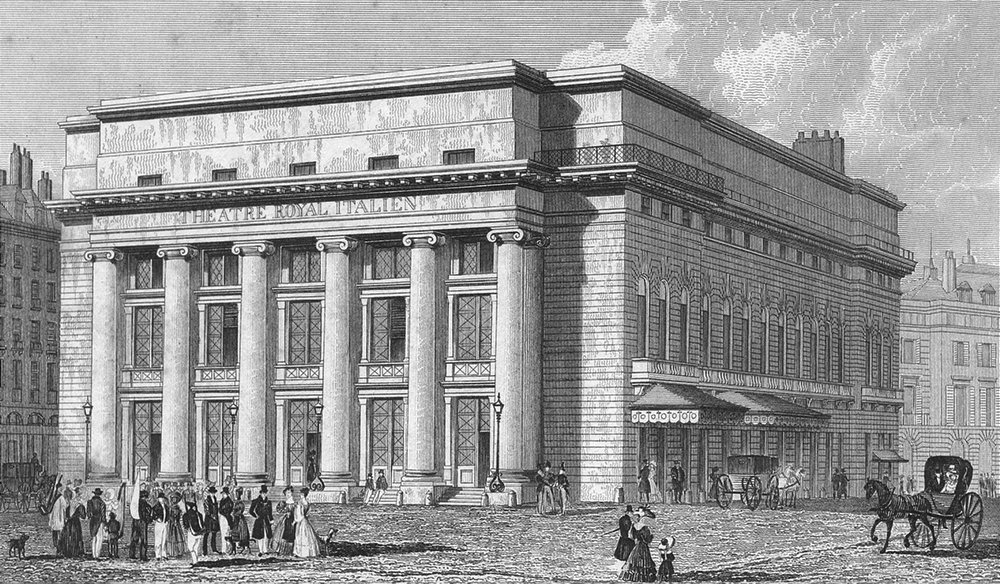
Salle Favart

Le congrès des rois (Il congresso dei re) è un'opera (comédie mêlée d'ariettes) in tre atti nata nella Francia rivoluzionaria, su libretto di De Maillot, nome d'arte usato da Antoine-François Ève agli inizi della carriera, e musica scritta in collaborazione da dodici autori. Si trattava di una satira contro i "nemici della Francia". Il libretto e la maggior parte della musica (ad eccezione di quella scritta da Henri Montan Berton) sono andati persi.
Su richiesta del Comitato di salute pubblica la composizione dell'opera dovette essere completata in due giorni. La prima rappresentazione ebbe luogo il 26 febbraio 1794 (8 ventoso II del calendario rivoluzionario francese) nella Salle Favart dell'Opéra-Comique e vi furono in totale due spettacoli. Alla première, "la lunghezza del lavoro e la mancanza di fascino dei versi hanno stancato il pubblico, che ha sfogato il suo malumore sul balletto. Si sono sentiti fischi sempre più forti e acuti, e non ci sono state chiamate né per gli autori né per gli artisti". Dopo che una simile accoglienza si ripeté al secondo spettacolo, fu deciso di sospendere le rappresentazioni dell'opera.
L'opera racconta la storia di un immaginario incontro di re alla corte di Prussia per discutere la spartizione della Francia. Tra i partecipanti il re d'Inghilterra, il re di Spagna, il rappresentante dei Savoia, il re di Napoli, l'imperatore austriaco e il primo ministro inglese Pitt. Caterina II di Russia ha inviato un rappresentante e il papa Pio VI ha delegato Cagliostro a parlare al suo posto. La moglie di Cagliostro ingaggia sei donne, nemiche della tirannia, affinché col loro fascino suscitino le passioni di questi notabili per divertirsi a loro spese. Cagliostro è segretamente un patriota francese che ha in programma di manipolare gli altri. Egli mette in scena un elaborato spettacolo di fantasmi che prevedono una rivoluzione in cui la ragione trionfa sull'errore. Le teste coronate sono terrorizzate, ma uno consola gli altri: "Fortunatamente questi sono solo fantasmi". Quando il congresso finalmente si riunisce, l'assemblea decide di spartirsi la Francia provincia per provincia. Con un improvviso rombo di cannoni, un gruppo di patrioti francesi giunge e impedisce loro di entrare nel palazzo. I reali fuggono, ritornano sotto mentite spoglie come sanculotti gridando "Viva la Repubblica!", poi fuggono. I francesi, dopo aver piantato un albero della libertà e fatto un falò di simboli dell'Ancien Régime, ballano e cantano in lode del risveglio dei popoli e della caduta della tirannia.
Più tardi l'opera venne denunciata al consiglio generale della Comune di Parigi, accusata di esporre idee anti-rivoluzionarie. La rappresentazione di Cagliostro come un virtuoso repubblicano era ritenuta scandalosa, e la presenza dell'immortale Marat nella processione di fantasmi sembrava profondamente irrispettosa. Erano stati visti membri dell'aristocrazia applaudire. Fu ordinato un rapporto di polizia che confermò le accuse. Il 17 marzo 1794 furono proibite ulteriori rappresentazioni.
Il libretto non è stato trovato. Un manoscritto con la parte della musica di Henri Montan Berton in versione per voce e pianoforte si trova presso la Biblioteca nazionale di Francia (Départements des Imprimés, des Manuscrits et de la Musique, manoscritto no. 3649).

## Lista dei compositori
- Henri Montan Berton
- Frédéric Blasius
- Luigi Cherubini
- Nicolas Dalayrac
- François Devienne
- Prosper-Didier Deshayes
- André Grétry
- Louis Emmanuel Jadin
- Rodolphe Kreutzer
- Étienne Méhul
- Jean-Pierre Solié
- Trial figlio